# توماس ريني
توماس ريني هو سياسي كندي، ولد في 14 ديسمبر 1868 في كندا، وتوفي في 4 أغسطس 1952.